# صراع في النيل (فلم)
فيلم صراع في النيل فيلم مصري من بطولة عمر الشريف واخرون واخراج عاطف سالم، تم إصدار عام 1959.

## قصة الفيلم
يقرر أهالي الأقصر شراء صندل بحرى جديد بدلا من الصندل القديم من أجل أعمال النقل النهرى، ويكلف العمدة مجاهد أن يذهب للشراء، ومعه محسب ابن الريس جاد، يعرف اللصوص والمنافسون بأمر الشراء، ويقرر زعيمهم الحصول على المبلغ، يرسل رجاله لسرقة النقود. ومنهم هشام. يتاكدون أن النقود مع محسب ابن الريس جاد كبير البلد وهو ساذج وطيب بدون تجارب فيدفعون براقصه في طريقه أثناء الاحتفال بالمولد لإغوائه وبالفعل تستطيع إلا أن مجاهد يكون دائما في الصورة ويواجه الشر. تسطيع نرجس أن تتزوج بمحسب وتوقع بينه وبين مجاهد وهي في الأصل تحبه ثم بعد أن تخسر كل شئ تعترف في لحظه غضب لمحسب بالمؤامرة فيضربها فتهجم العصابة برجالها على المركب وتدور معركة حامية يعود خلالها مجاهد لينقذ الموقف ثم تتلقي نرجس ضربة خاطئة من أحد رجال العصابة فتسقط في النيل وتموت. ينتهي الفيلم بعوده محسب ومجاهد ونجدى وقنديل وكل طاقم المركب سالميين على الصندل الجديد ويفرح أهل البلد وينتصر الخير.

## فريق العمل
| الرقم | الشخصية | الممثل     |
| ----- | ------- | ---------- |
| 1     | محسب    | عمر الشريف |
| 2     | مجاهد   | رشدي أباظة |
| 3     | نرجس    | هند رستم   |
| 4     | ورد     | تهانى راشد |

## روابط خارجية
- مقالات تستعمل روابط فنية بلا صلة مع ويكي بيانات